# Sárgafoltos tarajosteknős
A sárgafoltos tarajosteknős (Graptemys flavimaculata) a teknősök (Testitudines) rendjébe és a mocsáriteknős-félék (Emydidae) családjába tartozó faj.

## Előfordulása
Kizárólag az Amerikai Egyesült Államokban, Mississippi állam déli részén, a Pascagoula folyóban és mellékfolyóiban honos. Lassú folyású, homokos, iszapos fenekű folyók lakója.

## Megjelenése
A hím testhossza 8-10 centiméter, a nőstény 15-17 centiméter.